# Euryhapsis brevis
Euryhapsis brevis är en tvåvingeart som beskrevs av Donald R. Oliver 1981. Euryhapsis brevis ingår i släktet Euryhapsis och familjen fjädermyggor.
Artens utbredningsområde är Afghanistan. Inga underarter finns listade i Catalogue of Life.